# 鈴木一誌
鈴木 一誌（すずき ひとし、1950年〈昭和25年〉4月8日 - 2023年〈令和5年〉8月19日）は、日本のグラフィックデザイナー、映画批評家である。

## 経歴
東京造形大学中退。杉浦康平事務所に12年間在籍したのち、1985年に独立。1981年、第1回ダゲレオ出版評論賞を受賞する。1998年、第29回講談社出版文化賞ブックデザイン賞を受賞する。1995年から1999年にかけて、『知恵蔵』のフォーマットをめぐる裁判が朝日新聞社とのあいだで行われ、2001年、その記録をまとめた『知恵蔵裁判全記録』が刊行される。2001年より戸田ツトムとともに雑誌『d/SIGN』の責任編集にたずさわる。2011年、土本典昭との編著『全貌フレデリック・ワイズマン アメリカ合衆国を記録する』が刊行される。
『大辞泉』『昭和二万日の全記録』『鈴木清順全映画』『日本映画作品大事典』などの書籍のデザインを多く手がけた。
2023年8月19日、誤嚥性肺炎のため死去。73歳没。

## 著書

### 単著
- 『ページと力 手わざ、そしてデジタル・デザイン』（青土社、2002年、増補新版2018年）
- 『画面の誕生』（みすず書房、2002年）
- 『重力のデザイン 本から写真へ』（青土社、2007年）
- 『ブックデザイナー 鈴木一誌の生活と意見』（誠文堂新光社、2017年）

### 共編著
- 『想像力博物館』（作品社、1993年、荒俣宏・春井裕と共著）
- 『知恵蔵裁判全記録』（太田出版、2001年、知恵蔵裁判を読む会と共編著）
- 『映画の呼吸 澤井信一郎の監督作法』（ワイズ出版、2006年、澤井信一郎と共著）
- 『全貌フレデリック・ワイズマン アメリカ合衆国を記録する』（岩波書店、2011年、土本典昭と共編著）
- 『小川プロダクション『三里塚の夏』を観る 映画から読み解く成田闘争』（太田出版、2012年、編著、DVD付）
- 『1969新宿西口地下広場』（新宿書房、2014年、大木晴子と共編著）
- 『デザインの種 いろは47篇からなる対話』（大月書店、2015年、戸田ツトムと共著）
- 『絶対平面都市』（月曜社、2016年、森山大道と共著）
- 『ドキュメンタリー作家 王兵 現代中国の叛史』（ポット出版プラス、2020年、土屋昌明と共編著）